# 黄陵站 (延安市)
黄陵站，规划时曾称黄陵西站，位于中华人民共和国陕西省延安市黄陵县327国道南侧，是建设中西延高速铁路上的一座车站，车站规模为3台7线，建筑面积约5000平方米，可容纳800人候车。

## 车站周边
- 黄陵县人民检察院
- 中共黄陵县委党校
- 黄陵县新区小学
- 沮水康城
- 沮水苑
- 梨园新城
- 包茂高速黄陵西收费站